# Bielany (Elbląg)
Bielany (dawniej Geizhals) – jedna z północnych dzielnic Elbląga.

## Położenie
Bielany leżą w północno-wschodniej części miasta. Od południa graniczą z osiedlami Nad Jarem i Truso oraz z parkiem leśnym Bażantarnia, od wschodu z osiedlem Dąbrowa, a od północy z Drewnikiem i Zajazdem.
W południowej części dzielnicy znajduje się ogromna liczba ogródków działkowych, a w północnej części ciągle rozbudowujące się osiedle domków jednorodzinnych. Przy ulicy Jagodowej nad rzeczką Kumiela, tuż nieopodal jeziora Goplanica, stał Młyn Dolinny zbudowany w XVI wieku. Młyn Dolinny (Thalmühle), zwany był też Młynem Olejowym (Öl Mühle). Sam budynek młyna nie istnieje, natomiast zachowała się do dziś zabudowa towarzysząca, obecnie mocno przebudowana. Młyn, jak i okoliczne dobra, należał w XVI w. do Gerharda von Benkenstein. Gdy ten zmarł bezpotomnie w roku 1595, zgodnie z prawem lubeckim majątek przeszedł w posiadanie miasta. W październiku 1604 r. władze miejskie przekazały młyn wraz z okoliczną ziemią nowomiejskiemu szpitalowi św. Elżbiety. Młyn papierniczy powstał w roku 1747 pod zwierzchnictwem Samuela Hechta, a od końca XVIII w. czynna była tu olejarnia. W połowie XIX w. istniał tu także młot wodny do wykuwania żelaza (Eisenhammer). Druga kuźnica znajdowała się nieopodal. Kuźnica żelaza, zwana Eisenhammer Waldburg, należała do majątku Drewshof. Działka liczyła 8 mórg ziemi. W roku 1844 Friedrich Reinhold Alsen, właściciel majątku Drewshof, puścił teren w dzierżawę mistrzowi Müllerowi i fabrykantowi Weyerowi za sumę 1010 talarów. Müller jeszcze w tym samym roku odkupił od Weyera jego część za 3831 talarów. Powstałą w tym miejscu kuźnicę, nazwaną Waldburg (Leśny Zamek) przejęli Schulz i Rompf w roku 1855 za sumę 12500 talarów. W roku 1905 Eisenhammer Waldburg liczył 6 mieszkańców. W roku 1938 miejsce pojawia się w źródłach pod nazwą Waldwärterei Waldburg, co pozwala sądzić, że hamernia była już wówczas nieczynna, a w jej miejscu działała leśniczówka. Obiekt obecnie nie istnieje.

## Wykaz ulic dzielnicy
- Baczyńskiego Krzysztofa Kamila
- Boya-Żeleńskiego Tadeusza
- Druskiennicka
- Fromborska (dawniej Tolkemiter Chaussee)
- Grodzieńska
- Jagodowa
- Kasprowicza Jana
- Kowieńska
- Królewiecka (dawniej Königsberger Straße, Armii Czerwonej)
- Lwowska
- Nałkowskiej Zofii
- Niemcewicza Juliana Ursyna
- Nowogródzka
- Okrężna
- Orkana Władysława
- Pińska
- Poświatowskiej Haliny
- Przybyszewskiego Stanisława
- Staffa Leopolda
- Syrokomli Władysława
- Tarnopolska
- Wileńska

## Komunikacja
Do Bielan można dojechać:
- autobusami nr: 18, 24